# 戦ー少女イクセリオン
『戦ー少女イクセリオン』（いくさーガールイクセリオン）は、1995年1月27日に発売されたOVA作品。全2話。

## 概要
1993年に『冒険!イクサー3』の続編として、同名のCDドラマ版及びノベライズ版（角川スニーカー文庫）が制作されており、ドラマ版はラジオ番組で放送された。OVA版もその基本的には延長上にはあるが従来の「イクサー」シリーズとは切り離されて、別作品として製作されることになったために設定が大幅に変更されている。
平野俊弘によると、続編の構想を練っていた時、『B-CLUB SPECIAL 冒険!イクサー3』に掲載された白鳥由里のインタビュー内の「なんとかパーンチ！と叫ぶのを一回やってみたかったなァー」の一言で閃いたと話している。

## CDドラマ版

### キャスト
- 霞 渚（イクセリオン）：白鳥由里
- イクセル：野沢雅子
- キャンディ・バーツ：篠原恵美
- ロブ・温和：江原正士
- 静 可愛：天野由梨
- 露 野人：西村智博
- カーク・レミントン長官：若本規夫
- シロン水無月：辻谷耕史
- クロス：平松晶子
- カオス：堀川亮
- イクサー1：山本百合子
- イクサー3：深雪さなえ

### スタッフ
- 原作・総監督 - 平野俊弘
- 脚本 - 中村学
- 音楽 - 矢野立美・渡辺宙明

### 主題歌 (CDドラマ版)
オープニングテーマ「戦ー少女イクセリオン」
作詞 - 前田耕一郎 / 作曲・編曲 - 矢野立美 / 歌 - 佐々木真理
エンディングテーマ「銀河☆ロマンス」
作詞 - 前田耕一郎 / 作曲・編曲 - 矢野立美 / 歌 - 白鳥由里

## OVA版

### ストーリー
ビッグゴールド滅亡後も、宇宙各地に散った機械生命体は惑星を次々侵略し、その一群であるクロス、カオス姉弟と配下の戦闘ロボットは地球を狙う。その全てと直接戦うことができないイクサー姉妹は、素質ある女性と合体（チャージング）して超人的な戦士「イクセリオン」に変身させられる小型ロボット（イクセル）を各惑星に送り、戦ってもらう方法を選んだ。プロレスラーを目指す少女・渚は嫌々イクセリオンに変身させられクロス、カオスとの戦いに巻き込まれていく。

### 登場人物
甲斐渚（イクセリオン）：白鳥由里
本作のヒロイン。地球のイクセリオン4人のうちでは最も遅く選ばれた。当初は渋々戦っていたが、友人を傷つけ、街や人を蹂躙するクロスへの怒りから完全なチャージングを遂げるようになる。
椎名なみ（ブラックイクセリオン）：冬馬由美
地球のイクセリオンのリーダー格で、勝気な性格。重力操作による圧潰や長剣を使う。イクセルが「ブラックだけでも地球は守れる」と豪語するほどの戦闘力を持つ。
飯島きいろ（ゴールドイクセリオン）：西村ちなみ
アイドル歌手で、普段は関西弁。砲撃系の技を使う。
河合可愛（シルバーイクセリオン）：天野由梨
お嬢様然とした丁寧な口調・物腰の少女。武装の一部をブーメランとして飛ばし、攻撃する。
イクセル：野沢雅子
小型ロボットで、分解したパーツがイクセリオンの武装となる。口調や性格はそれぞれのパートナーに似ている。
異星のイクセリオン：篠原恵美
クロスとカオスが地球侵攻前に攻め滅ぼした惑星のイクセリオン。
クロス：平松晶子
カオス：堀川りょう
文明のある惑星を侵略して回る機械生命体の長である姉弟。惑星の占領には興味がなく、自身と配下のロボット（ヴォイド及び量産型の戦闘ギア）が破壊と殺戮を楽しんだ後、惑星ごと爆破する。

### スタッフ
- 原作・監督・脚本・絵コンテ - 平野俊弘
- 演出 - 久志秀彰（#1）、元永慶太郎（#2）
- キャラクターデザイン - 平野俊弘、西井正典
- デザインワークス - 森木靖泰
- メカデザイン - 橋本敬史
- 作画監督 - 西井正典、橋本敬史、別所誠人（#2のみ）
- 美術監督 - 加藤浩
- 撮影監督 - 佐藤均
- 音楽 - 矢野立美、川井憲次
- 音楽制作 - ユーメックス
- 音響監督 - 松岡裕紀
- 音響コーディネーター - 中野徹
- プロデューサー - 浅賀孝郎、渡辺欽哉（AIC）
- アイスタントプロデューサー - 望月正雄
- アニメーション制作 - AIC
- 製作 - KSS

### 主題歌 (OVA版)
オープニングテーマ「戦ー少女イクセリオン」
作詞 - 前田耕一郎 / 作曲・編曲 - 矢野立美 / 歌 - 佐々木真理
エンディングテーマ「YOU'RE THE BEST PARTNER!」
作詞 - 前田耕一郎 / 作曲 - 川井憲次 / 編曲 - 矢野立美 / 歌 - 高橋なおみ

### 関連商品
LD
- イクセリオン 1巻　1995年1月27日発売
- イクセリオン 2巻　1995年3月24日発売

DVD
- 戦ー少女　イクセリオン　D-1　1999年12月10日発売